# Giuseppe Calegari
Giuseppe Calegari (Padua, ca. 1750 - Padua, 1812) fue un violonchelista y compositor italiano hermano de Antonio Calegari. Pasó la mayor parte de su vida en Padua, ciudad en la que estudió música como pupilo de Antonio Vandini. En 1778 fue nombrado violonchelista principal de la orquesta de la Basílica de San Antonio en Padua. Compuso numerosas obras, de las que se conservan 6 óperas y 6 cantatas.

## Obras

### Obras no sacras
- L'isola disabitata (La isla deshabitada), ópera con libreto de Pietro Metastasio, 1770, Padua)
- Ezzelino, cantata, 1776, Padua.
- Il convitato di pietra, libreto de Pietro Pariati. 1777, Venecia.
- La Zenobia in Palmira, opera con libreto de Pietro Metastasio, 1779, Módena.
- Artemisia, ópera con libreto de Giovanni Ambrogio Migliavacca, 1782, Venecia.
- Il natal d'Apollo, ópera con libreto de Saverio Mattei, 1783, Padua.
- Voti d'Euganea all'eternità cantata coral con letra de F. Pimbiolo, 1787, Padua.

### Obras sacras
- La morte d'Abel (oratorio, libreto de Pietro Metastasio, Florencia)
- Kyrie para 4 voces y órgano.
- Kyrie para 3 voces y órgano.
- Gloria per 3 voces y órgano.
- Credo para 3 voces.
- Requiem para 4 voces.
- Dominus regit me para 3 voces.
- Si quaeris miracula para 3 voces y bajo continuo.